# Брег об Сави
Брег об Сави (словен. Breg ob Savi) је насељено место у општини Крањ, Горењска регија, Словенија.

## Историја
До територијалне реорганизације у Словенији био је у саставу старе општине Крањ.

## Становништво
У попису становништва из 2011. године, Брег об Сави је имао 489 становника.
| Број становника према пописима | Број становника према пописима | Број становника према пописима |
| ------------------------------ | ------------------------------ | ------------------------------ |
| 1991                           | 2002                           | 2011                           |
| 344                            | 412                            | 489                            |

Напомена: До 1953. исказивано под именом Брег. Године 1988. умањено за део насеља који је припојен насељу Крањ.